# Germano Mathias
Germano Mathias (São Paulo, 2 de junho de 1934 — Franco da Rocha, 22 de fevereiro de 2023) foi um cantor e compositor brasileiro, representante do samba paulistano.
Seu grande sucesso foi "Minha Nega na Janela", também seu samba de estreia. Chamou a atenção por causa do jeito peculiar de interpretar os sambas, sempre de forma sincopada, e acompanhá-los tocando com uma tampa de uma lata de graxa, herança dos engraxates da Praça da Sé, com quem conviveu no início da década de 1950. Germano também é conhecido por interpretar vários sambas de Zé Ketti.
A maioria de seus discos saíram nas décadas de 1950 e 1960. Depois disso seus lançamentos foram cada vez mais esporádicos.

## Infância, adolescência e primeiros trabalhos
Germano nasceu na Rua Santa Rita no bairro do Pari em 2 de julho de 1934, filho de Zulmira e Júlio Matias, ambos descendentes de imigrantes portugueses. Com os avós, aprendeu fados e viras na infância.
Aos 14 anos, foi convidado a integrar a escola de samba Rosas Negras, juntando-se à ala das frigideiras na bateria. Em 1952, mudou para a Lavapés.
Em seus primeiros empregos, trabalhou como camelô, marreteiro e vendedor de pomadas e sabão anticoceira.

## Carreira
Germano iniciou sua carreira no dia 26 de outubro de 1955, quando se apresentou no quadro "À Procura de um Astro", do programa Caravana da Alegria, que J. Silvestre, Cláudio Luna e Élcio Álvares tinham na Rádio Tupi de São Paulo. Na ocasião, ele cantou "Minha Nega na Janela" ao mesmo tempo em que tocava uma tampolina de gordura, composição sua com Firmo Jordão que mais tarde seria um dos seus sucessos em gravação pela Polydor. Dentre os 300 candidatos, Germano se sagrou vencedor e ganhou um contrato com a Tupi, com duração de catorze meses e salário de três mil cruzeiros.
Em 1957, ganhou o Troféu Roquette Pinto de revelação masculina (ao lado de Maysa, que ganhou o de revelação feminina), o que lhe deu um impulso na carreira, que deslanchou.
Durante uma visita a Mangueira, conheceu Zé Keti, de quem gravaria diversas composições.
Participou dos filmes O Preço da Vitória e Quem Roubou Meu Samba?.
A partir dos  anos 1960, sua carreira decaiu e ele caiu no esquecimento. O ostracismo foi tamanho que ele não foi contatado quando Gilberto Gil lançou Antologia do Samba-Choro, um disco alternando gravações de Germano com interpretações de Gil. Em vez de convidá-lo a regravar as canções, a gravadora usou registros antigos. O disco fez sucesso e prontificou o relançamento de discos antigos de Germano por parte da RGE e da CID, mas Germano sentiu-se relegado ao segundo plano.
Em dado momento, Germano teve de abandonar a carreira musical e trabalhar como oficial de justiça criminal.
Foi convidado para atuar na novela Brasileiras e Brasileiros, exibida pelo SBT em 1990. Em 2005 completou 50 anos de carreira e continua fazendo shows. Em 2004 lançou "Tributo a Caco Velho", em homenagem ao compositor gaúcho que tanto o influenciou, morto em 1971. Antes, em 2003, havia lançado Talento de Bamba. Em CD, pode-se encontrar: Ginga no Asfalto, de 1962; e 20 preferidas. Germano Mathias (Som Livre).

## Homenagens
Em 1967, recebeu o diploma de bacharel da Ordem da Palheta Dourada da X-9.
Em 31 de agosto de 2010, foi agraciado pelo Governo do Estado de São Paulo com o oficialato da Ordem do Ipiranga.

## Morte
Após 67 anos de carreira, Germano morreu numa Quarta-feira de Cinzas, em um hospital de Franco da Rocha, onde se tratava de uma forte pneumonia.

## Filmografia

### Cinema
- 1958 - Quem Roubou Meu Samba?[12]
- 1958 - O Preço da Vitória[12]
- 1997 - O Catedrático do Samba[13]
- 2007  - Ginga no asfalto [14]

### Televisão
- 1990 Brasileiras e Brasileiros - Participação Especial
- 2015 - Os Experientes - Lucas[15] (Rede Globo)

## Discografia

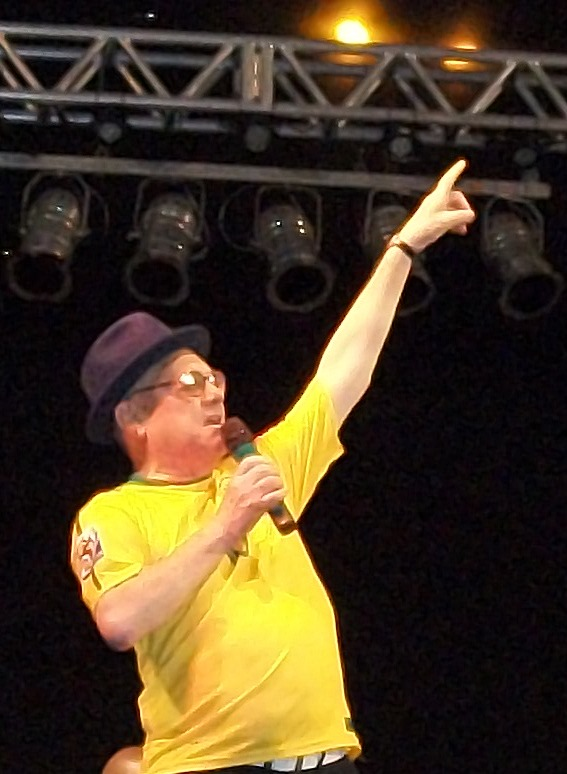
Germano Mathias durante show na Virada Cultural Paulista, em 2010

Adaptado das fontes.

### 78 rpm / compactos simples
- 1956 "Minha nega na janela"/ "Minha pretinha"
- 1958 "Guarde a sandália dela"
- 1959 "Malandro de araque"
- 1959 "Malvadeza Durão"
- 1964 "Nega Dina"
- 1970 "Lê Lê" / "Dinheiro de jogo"

### Álbuns/LPs
- 1957 Germano Matias, o sambista diferente
- 1958 Em continência do samba
- 1959 Hoje tem batucada
- 1962 Ginga no asfalto
- 1965 Samba de branco
- 1968 O Catedrático do Samba
- 1970 1970 Sambas pra seu governo (c/ Demônios da Garoa)
- 1971 Samba é comigo mesmo
- 1973 O Catedrático do samba 2
- 1999 História do samba paulista (c/ Aldo Bueno, Thobias da Vai Vai e Osvaldinho da Cuíca)
- 2002 MPB Especial
- 2002 Talento de bamba
- 2005 Tributo a Caco Velho